# Russkoje (Kraj Stawropolski)
Russkoje (ros. Русское) – wieś w Rosji, w Kraju Stawropolskim, w rejonie kurskim. W 2010 liczyła 4681 mieszkańców.